# The Eyes of Julia Deep
The Eyes of Julia Deep er en amerikansk stumfilm fra 1918 af Lloyd Ingraham.

## Medvirkende
- Mary Miles Minter som Julia Deep
- Allan Forrest som Terry Hartridge
- Alice Wilson som Lottie Driscoll
- George Periolat som Timothy Black
- Ida Easthope som Mrs. Turner